# 納霍利諾-塔拉西夫卡
47°59′40″N 39°28′23″E / 47.99444°N 39.47306°E
納霍利諾-塔拉西夫卡（烏克蘭語：Нагольно-Тарасівка）是位於烏克蘭東部的市級鎮，由盧甘斯克州多夫然斯克區的多夫然斯克市鎮負責管轄。該鎮始建於1775年，面積2.52平方公里，海拔高度145米，2011年人口2,073，人口密度每平方公里822.62人。